# Cop vs Killer
Cop vs Killer is een Nederlandse telefilm uit 2012 van regisseurs Simon de Waal en Hans Pos. De Waal is tevens de schrijver van het script.

## Verhaal
Cop vs Killer gaat over rechercheur Frank Spinola die al tijdenlang probeert, samen met zijn speciale team, de topcrimineel Mirko Narain te pakken te krijgen. Maar wat hij ook probeert, Mirko is hem telkens een stapje voor. Het lijkt wel alsof hij een informant bij de politie heeft. Frank is een rechercheur die zich strikt aan de regels houdt. Totdat hij door Mirko op een onheilspellende manier wordt geprovoceerd en de veiligheid van zijn eigen gezin in het geding komt. De strijd gaat escaleren wanneer Frank ontdekt dat zelfs Mirko een zwakke plek heeft, een dochter...

## Rolverdeling
| Acteur                       | Personage     | Opmerkingen          |
| ---------------------------- | ------------- | -------------------- |
| Marcel Hensema               | Frank Spinola | Rechercheur          |
| Jeroen Willems               | Mirko Narain  | Maffiabaas           |
| Kees Boot                    | Rob           | Rechercheur          |
| Manoushka Zeegelaar Breeveld | Karin         | Rechercheur          |
| Rogier Philipoom             | Rick          | Rechterhand Mirko    |
| Sytske van der Ster          | Julia         | Vrouw van Frank      |
| Mimoun Oaïssa                | Kapser        | Rechercheur          |
| Mark Zak                     | Oleg          | Russische maffiabaas |
| Leonid Vlasov                | Jegor         | Russisch maffialid   |
| Mads Wittermans              | Edwin         | Undercoveragent      |
| Liza Sips                    | Nicole        | Dochter van Mirko    |
| Ariane Schluter              | Shirley       | Moeder van Nicole    |
| Bart Klever                  | Velder        | Arts                 |
| Carly Wijs                   | Roos          | Vrouw van Velder     |
| Dennis Rudge                 | Blondje       | Maffialid            |
| Valerie Pos                  | Chantal       | Dochter van Frank    |
| Philip Ivanov                | Boris         | Broer Oleg           |
| Pim Lambeau                  |               | Moeder Oleg          |
| George Tobal                 | Aziz          | Loverboy             |
| Liesbeth Groenwold           |               | Directrice           |
| Franc Veeger                 |               | Dokter               |
| Georges Devdariani           | Alexander     | Russisch maffialid   |
| Miron Belski                 |               | Restauranthouder     |

## Prijzen
Op 6 oktober 2012 won Jeroen Willems een Gouden Kalf tijdens het Nederlands Film Festival in Utrecht, als Beste Acteur, voor zijn rol in Cop vs KIller.